# Coccorchestes hamatus
Coccorchestes hamatus is een spinnensoort uit de familie springspinnen (Salticidae). De soort komt voor in Nieuw-Guinea.